# サンディ・マーティン
サンディ・マーティン（Sandy Martin,  1949年3月3日 - ）は、アメリカ合衆国の女優、声優である。

## 来歴
1949年、ペンシルベニア州のフィラデルフィアに生まれる。15歳の時から演劇をはじめ、成人してからもニューヨークやロサンゼルスなどの都市で演劇活動を継続し、劇団に所属しながら舞台を中心にキャリアを築いた。中でもニューヨークでは、2つの劇団の創設者でもあり、『WPAシアター』と『ペリー・ストリート・シアター』という劇団でクリストファー・ロイドやジョン・サヴェージなどとも共演もした。
1980年代に入ると徐々に映画やテレビシリーズなどへの出演も増え、順調にキャリアを構築。2004年に出演したジョン・ヘダー主演の脱力系青春コメディ映画『ナポレオン・ダイナマイト』では、ヘダー演じる主人公たちの祖母を好演。年配ながらも砂漠で四輪バイクを乗り回すファンキーな祖母を演じて印象を残している。なお、同作は本国アメリカではアニメシリーズ化もされており、サンディ自身も同役で声の出演で続投した。2017年にはフランシス・マクドーマンド主演の『スリー・ビルボード』へも出演しており、サム・ロックウェル演じる人種差別主義の巡査長の暮らす家に同居する母親役を演じている。テレビシリーズへの出演も数多く、コメディシリーズの『フィラデルフィアは今日も晴れ』などでも知られており、女優のみならず脚本やディレクターとしてクレジットされている作品もあり、多岐に渡って活躍する女優である。2012年に出演したコメディ映画『Sunset Stories（原題）』でば、他のキャストと共にLos Angeles Asian Pacific Film Festivalにおいてアンサンブル賞を受賞した。2019年にはティム・バートン監督がアニメ映画『ダンボ』を実写映画化する同名映画にも出演する。

## 出演作品

### 映画
- False Face (1977)
- 2076 Olympiad (1977)
- 愛の贈り物 The Gift of Love (1978) ※テレビ映画
- Sizzle (1981) ※テレビ映画
- パトリシア物語 The Patricia Neal Story (1981) ※テレビ映画
- Farrell for the People (1982) ※テレビ映画
- パラレル・デス／殺しの真相 One Shoe Makes It Murder (1982) ※テレビ映画
- 48時間 48 Hrs. (1982)
- Carpool (1983) ※テレビ映画
- 天才アカデミー Real Genius (1985)
- Suburban Beat (1985) ※テレビ映画
- ファラ・フォーセット／レイプ・殺意のエンジェル Extremities (1986)
- 女囚物語2／炎の復讐 Vendetta (1986)
- Convicted: A Mother's Story (1987) ※テレビ映画
- ダディ Daddy (1987) ※テレビ映画
- バーフライ Barfly (1987)
- ザ・ギャンブラー3 Kenny Rogers as The Gambler, Part III: The Legend Continues (1987) ※テレビ映画
- リトル・ガール・ロスト/娘よ Little Girl Lost (1988) ※テレビ映画
- Police Story: Cop Killer (1988) ※テレビ映画
- チャイナ・ムーン China Moon (1991)
- ディフェンスレス/密会 Defenseless (1991)
- スピード Speed (1994)
- 誘導尋問 Indictment: The McMartin Trial (1995)
- 偽証 Above Suspicion (1995)
- イヴの秘かな憂鬱 Female Perversions (1995)
- デッドライン On the Line (1997) ※テレビ映画
- ミセス・ラスベガスの幸せになれる方法 Sparkler (1997)
- ドクター・ジャガバンドー Krippendorf's Tribe (1998)
- They Come at Night (1998)
- ハード・キャンディ Jawbreaker (1999)
- Marlene (2000)
- ストレンジャー・インサイド Stranger Inside (2001) ※テレビ映画
- ジュエルに気をつけろ! One Night at McCool's (2001)
- ナポレオン・ダイナマイト Napoleon Dynamite (2004)
- Adam & Steve (2005)
- Hot Tamale (2006)
- ザッツ★マジックアワー ダメ男ハワードのステキな人生 The Great Buck Howard (2008)
- Lower Learning (2008)
- マーリー 世界一おバカな犬が教えてくれたこと Marley & Me (2008)
- Speed Freaks (2008) ※テレビ映画
- My Suicide (2009)
- 2ドアーズ Beneath the Dark (2010)
- Pickin' & Grinnin' (2010)
- Sunset Stories (2012)
- セブン・サイコパス Seven Psychopaths (2012) ※ノークレジット
- Ass Backwards (2013)
- ラヴレース Lovelace (2013)
- おとなのワケあり恋愛講座 Some Kind of Beautiful (2014)
- Stars Are Already Dead (2016)
- The Head Thieves (2016)
- スリー・ビルボード Three Billboards Outside Ebbing, Missouri (2017)
- ダンボ Dumbo (2019)
- あの夏のルカ Luca (2021) ※声の出演

### テレビドラマ
- 事件記者ルー・グラント Lou Grant (1977, 1981)
- セント・エルスウェア St. Elsewhere (1982)
- アメリカン・ヒーロー The Greatest American Hero (1982)
- ヒルストリート・ブルース Hill Street Blues (1982, 1984)
- スケアクロウとキング夫人 Scarecrow and Mrs. King (1983)
- ファルコン・クレスト Falcon Crest (1984)
- マット・ヒューストン Matt Houston (1984)
- ナイトコート Night Court (1984, 1988)
- トワイライト・ゾーン The Twilight Zone (1985)
- If Tomorrow Comes (1986)
- フレズノ Fresno (1986)
- What's Happening Now! (1986)
- 浮気なおしゃれミディDesigning Women (1987)
- サンタバーバラ Santa Barbara (1988)
- マトロック Matlock (1989)
- Equal Justice (1991)
- Models Inc. (1994)
- ER緊急救命室 ER (1996, 2001)
- プロビデンス Providence (2000)
- Time of Your Life Time of Your Life (2000)
- NYPDブルー NYPD Blue (2001)
- CSI:科学捜査班 CSI: Crime Scene Investigation (2001, 2007)
- The Division (2004)
- WITHOUT A TRACE/FBI 失踪者を追え! Without a Trace (2005)
- デスパレートな妻たち Desperate Housewives (2005)
- CSI:ニューヨーク CSI: NY (2005)
- NIP/TUCK マイアミ整形外科医 Nip/Tuck (2005)
- フィラデルフィアは今日も晴れ It's Always Sunny in Philadelphia (2006 - 2017)
- コールドケース 迷宮事件簿 Cold Case (2007)
- ジェリコ 閉ざされた街 Jericho (2007)
- 女捜査官グレイス 〜 天使の保護観察中 Saving Grace (2007)
- Big Love (2007 - 2011)
- マイネーム・イズ・アール My Name Is Earl (2009)
- ザ・ユニット 米軍極秘部隊 The Unit (2009)
- ザ・ヤング・アンド・ザ・レストレス The Young and the Restless (2009)
- Hot Sluts (2009)
- Weeds ママの秘密 Weeds (2009)
- Warren the Ape (2010)
- Svetlana (2010 - 2011)
- シェイムレス 俺たちに恥はない Shameless (2011)
- クローザー The Closer (2012)
- The New Normal (2012)
- NYボンビー・ガール 2 Broke Girls (2012)
- リゾーリ&アイルズ ヒロインたちの捜査線 Rizzoli & Isles (2012)
- Dads (2013)
- Murder in the First (2014)
- The Haves and the Have Nots (2014)
- パーセプション 天才教授の推理ノート Perception (2014)
- Hand of God (2014 - 2017)
- Playing House (2014 - 2017)
- トランスペアレント Transparent (2015)

### テレビアニメ
- 鉄腕アトム Astro Boy (2003)
- ナポレオン・ダイナマイト Napoleon Dynamite (2012)
- なんだかんだワンダー Wander Over Yonder (2016)
- Comrade Detective (2017)